# Time Sharing Option
Time Sharing Option (TSO) is een systeem dat toelaat om met meerdere gebruikers tegelijkertijd op dezelfde mainframe-computer te werken, zonder dat een gebruiker merkt dat er meerdere gebruikers zijn. Hierbij worden de opdrachten niet tegelijk uitgevoerd, maar krijgt iedereen een klein deel van de tijd van het systeem. 